# Rdutów
Rdutów – wieś w Polsce położona w województwie wielkopolskim, w powiecie kolskim, w gminie Chodów.
Rdułtów (Rdutów) był wsią arcybiskupstwa gnieźnieńskiego w powiecie łęczyckim województwa łęczyckiego w końcu XVI wieku. Do 1953 roku istniała gmina Rdutów.
We wsi funkcjonuje jednostka Ochotniczej Straży Pożarnej. 
Wieś położona jest ok. 7 km na południowy wschód od Kłodawy. Przez wieś przebiega linia kolejowa Warszawa Zachodnia - Poznań Główny (najbliższa stacja - Turzynów - 2 km). Pierwszy dokument wymieniający wieś został wystawiony w 1355 r. Dawna jej nazwa brzmiała Rudołtów (lub Rdułtów). Była własnością arcybiskupów gnieźnieńskich. Obok wsi znajdował się folwark.
W latach 1954-19 wieś była siedzibą gromady Rdutów, po jej zniesieniu w gromadzie Czerwonka. W latach 1975–1998 miejscowość administracyjnie należała do województwa konińskiego.

## Kościół
Klasycystyczny kościół św. Jana Chrzciciela został wzniesiony w 1800 r., a restaurowany w latach 1871–1872. Przed elewację frontową wysunięty jest rozczłonkowany pilastrami - ryzalit, zwieńczony trójkątnym szczytem. Za nim wznosi się czworoboczna wieża z obeliskiem na szczycie. Ołtarz główny pochodzi z XIX wieku. W barokowo-klasycystycznych ołtarzach bocznych z ok. 1800 r. umieszczone są obrazy św. Jana, św. Kazimierza i Matki Boskiej Bolesnej. Dwa konfesjonały i stalle - klasycystyczne, pochodzą z pierwszej połowy XIX wieku. Ciekawym zabytkiem jest obraz Adoracji Dzieciątka z aniołem i św. Józefem namalowany na desce zapewne w XVI wieku, analogiczny do szesnastowiecznego obrazu włoskiego znajdującego się w zbiorach Muzeum Narodowego w Warszawie. Na cmentarzu, w dwóch bezimiennych mogiłach zostali pochowani żołnierze polscy polegli we wrześniu 1939 r.
Rdutowska parafia, erygowana w 1434 r., administracyjnie należy do dekanatu krośniewickiego diecezji łowickiej.

## Zabytki
Do rejestru zabytków nieruchomych zostały wpisane obiekty:
- kościół parafialny pw. św. Jana Chrzciciela z 1800 r. (nr rej.: 930/Wlkp/A z 18.07.1967),
- wiatrak koźlak z XVIII w. (nr rej.: 372/114 z 10.12.1984).